# FNN福井テレビニュース
『FNN福井テレビニュース』（エフエヌエヌ ふくいテレビニュース）は、福井テレビジョン放送で放送されている、フジテレビ『FNNニュース』の福井県ローカルニュース番組である

## 放送時間
福井テレビニュース
- 金曜 22:54 - 23:00
- 日曜 21:54 - 22:00

FNN福井テレビニュース
- 日曜 6:00 - 6:15

## 夕方ニュース

### 現在
- 福井テレビLive News

### 過去
| 期間      | 期間      | 月曜日 - 金曜日                                      | 土曜日                                 | 日曜日                                 |
| --------- | --------- | ---------------------------------------------------- | -------------------------------------- | -------------------------------------- |
| 1978.10.2 | 1980.3.30 | 福井テレビニュース6:45                               | FNNテレビ土曜夕刊                      | FNNテレビ日曜夕刊                      |
| 1980.3.31 | 1981.3.31 | 福井テレビニュース6:45                               | FNNニュースレポート5:30                | FNNニュースレポート5:30                |
| 1981.4.1  | 1984.9.30 | 福井テレビニュース6:30                               | FNNニュースレポート5:30                | FNNニュースレポート5:30                |
| 1984.10.1 | 1985.3.31 | FNN福井テレビニュース6:00                            | FNNニュースレポート5:30                | FNNニュースレポート5:30                |
| 1985.4.1  | 1989.4.2  | FNN福井テレビニュース6:00                            | FNN福井テレビニュース                  | FNN福井テレビニュース                  |
| 1989.4.3  | 1990.4.1  | FNN福井テレビスーパータイム                          | FNN福井テレビニュース                  | FNN福井テレビニュース                  |
| 1990.4.2  | 1997.3.30 | FNN福井テレビスーパータイム                          | FNN福井テレビスーパータイム            | FNN福井テレビスーパータイム            |
| 1997.3.31 | 1998.3.29 | FNN福井テレビザ・ヒューマン                          | FNN福井テレビザ・ヒューマン            | FNN福井テレビザ・ヒューマン            |
| 1998.3.30 | 1999.3.31 | FNN福井テレビスーパーニュース                        | FNN福井テレビスーパーニュース          | FNN福井テレビスーパーニュース          |
| 1999.4.1  | 2001.4.1  | スーパーニュースワイド FNN福井テレビスーパーニュース | FNN福井テレビスーパーニュース          | FNN福井テレビスーパーニュース          |
| 2001.4.2  | 2013.3.31 | スーパーニュースワイド FNN福井テレビスーパーニュース | FNN福井テレビスーパーニュースWEEKEND   | FNN福井テレビスーパーニュースWEEKEND   |
| 2013.4.1  | 2015.3.29 | FNN福井テレビスーパーニュース                        | FNN福井テレビスーパーニュースWEEKEND   | FNN福井テレビスーパーニュースWEEKEND   |
| 2015.3.30 | 2018.4.1  | おかえりなさ〜い&福井テレビみんなのニュース          | FNN 福井テレビみんなのニュース Weekend | FNN 福井テレビみんなのニュース Weekend |
| 2018.4.2  | 2019.3.31 | 福井テレビ プライムニュース                          | 福井テレビ プライムニュース            | 福井テレビ プライムニュース            |
| 2019.4.1  | 2021.3.28 | 福井テレビLive News&おかえりなさ〜い                 | 福井テレビLive News                    | 福井テレビLive News                    |
| 2021.3.29 | 2021.6.27 | Live News イット!                                    | Live News イット!                      | Live News イット!                      |
| 2021.6.28 | 現在      | 福井テレビ News イット!                              | 福井テレビ News イット!                | 福井テレビ News イット!                |

## ニュースの動画配信に関して
福井テレビではローカルニュースの動画配信を北陸地方（北陸3県）の民放で唯一実施していなかったが、2020年に配信を開始している。なお、北陸の各局の動画配信状況は下記参照。
- 自社サイト・FNNプライムオンライン・Yahoo!ニュース（Yahoo! JAPAN）：福井テレビジョン放送、石川テレビ放送、富山テレビ放送
- 自社サイト・Yahoo!ニュース：福井放送、テレビ金沢、北日本放送
- 自社サイト・YouTube：北陸朝日放送
- 自社サイトのみ：チューリップテレビ
- Yahoo!ニュースのみ：北陸放送